# Valmat tak

Valmat tak.

Delvis valmat tak.

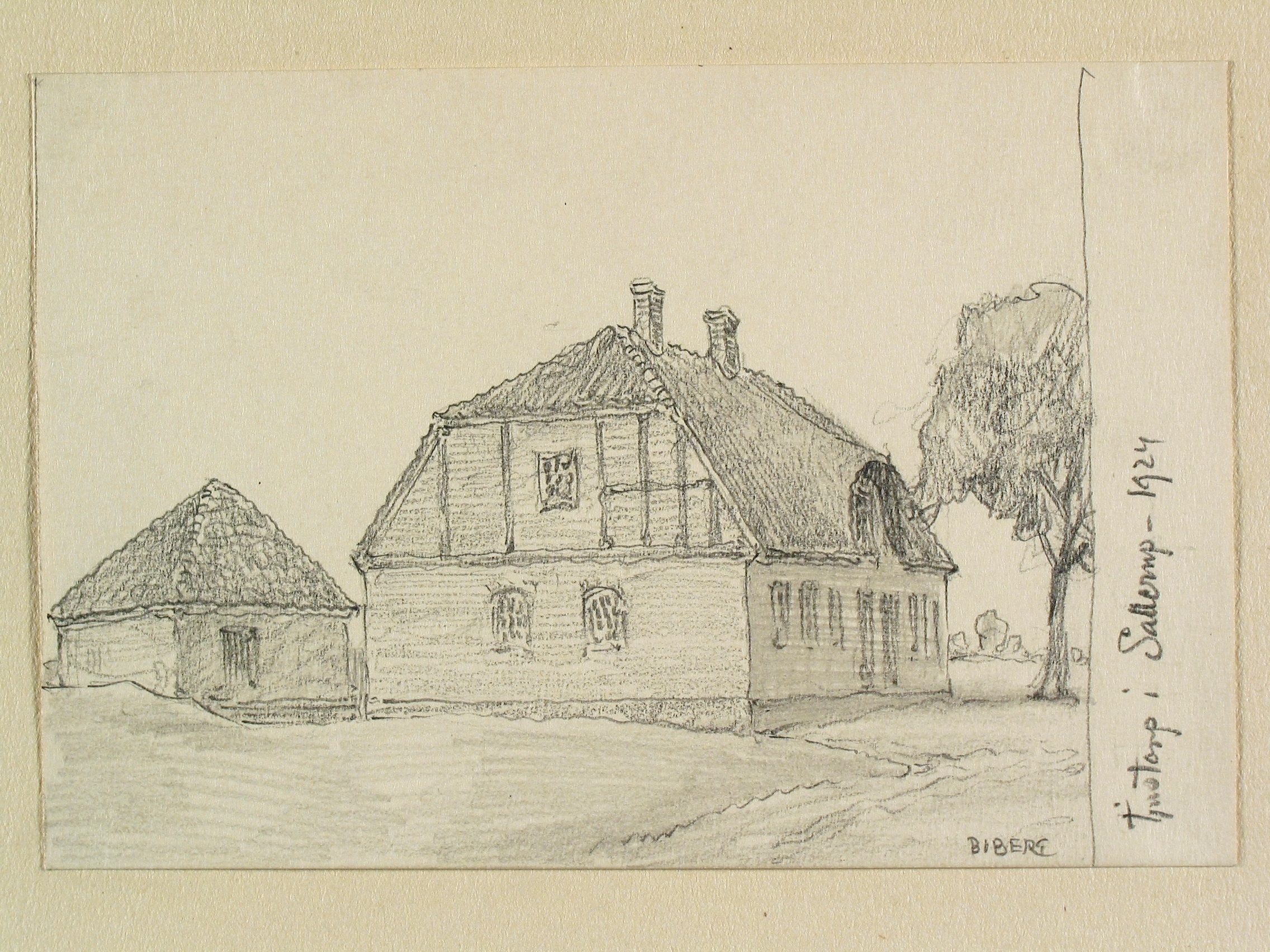
Halvvalmat tak i Tjustorp, Skåne. Den mindre byggnaden har helt valmat tak. Teckning av Ferdinand Boberg.

Ett valmat tak eller valmtak (av tyska Walmdach, besläktat med wölben ’välva’) är ett tak som har takfall även mot husets kortsidor; ett komplett valmat tak ersätter husets gavel. Taket har alltså takfall på alla fyra sidor. Ett halvvalmat, eller delvis valmat, tak har en gavel i form av en trapets och är mycket vanligt i Danmark, vanligt i de tidigare danska landskapen och allmänt i Sydsverige, och inte helt ovanligt heller i resten av Sverige.
Den valmade takdelen minskar angreppsytan för regn och vind, vindlasten på takkonstruktionen minskas effektivt. Nackdelen är att husvindens yta inte kan nyttjas ända ut till husets kortsidor.

## Varianter
- Säteritak är ett valmat tak som är brutet av ett lågt vertikalt parti.
- Ett mansardtak med brutet takfall på alla sidor, är en variant av valmat tak.